# (7102) Neilbone
(7102) Neilbone est un astéroïde de la ceinture principale.

## Description
(7102) Neilbone est un astéroïde de la ceinture principale. Il fut découvert le 12 juillet 1936 à Johannesbourg par Cyril V. Jackson. Il présente une orbite caractérisée par un demi-grand axe de 3,09 UA, une excentricité de 0,25 et une inclinaison de 18,6° par rapport à l'écliptique.

## Compléments